# Cattleya coccinea
La Cattleya coccinea es una especie de orquídea epifita y ocasionalmente  litofita que pertenece al género de las Cattleya.  

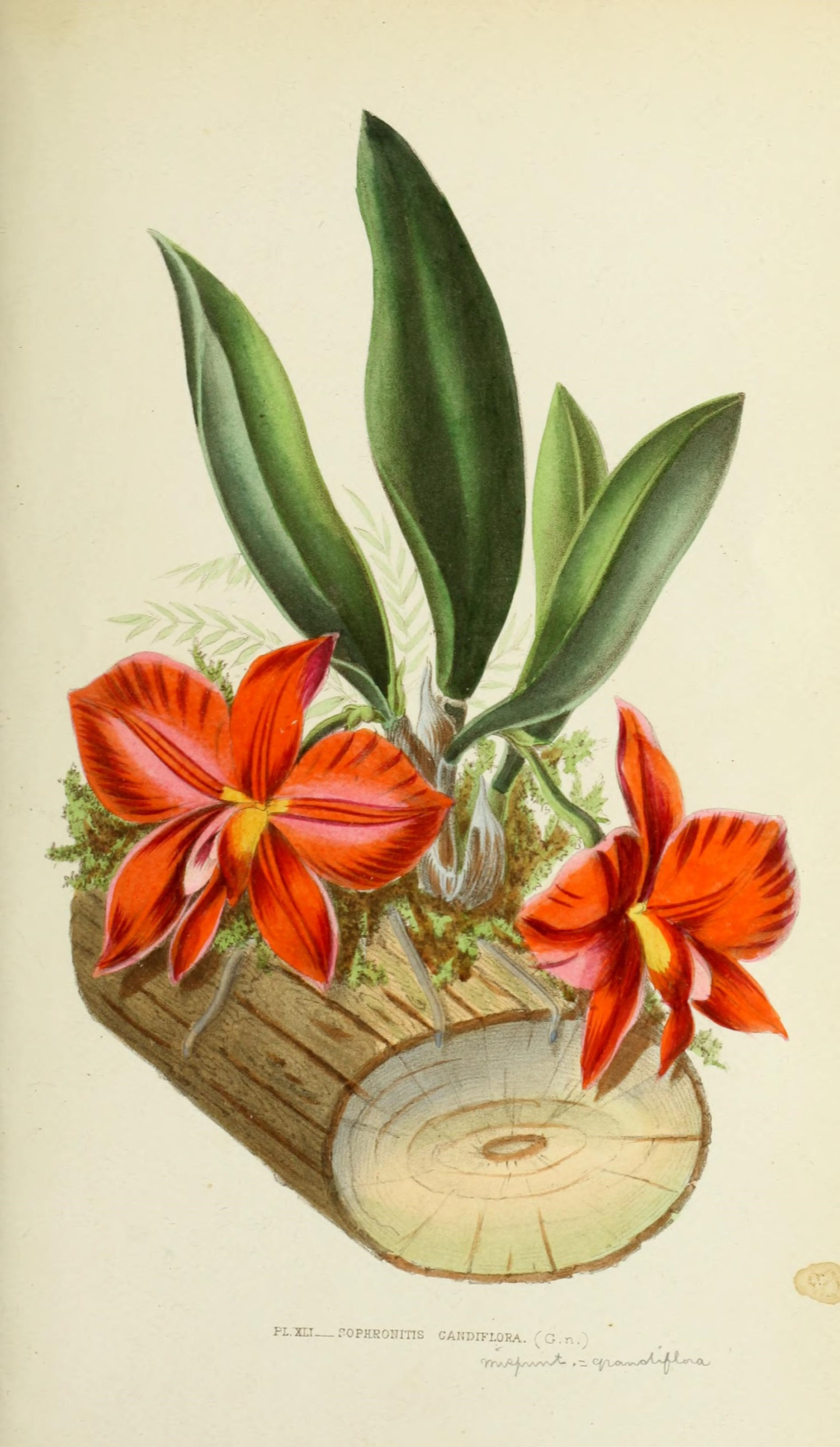
Ilustración

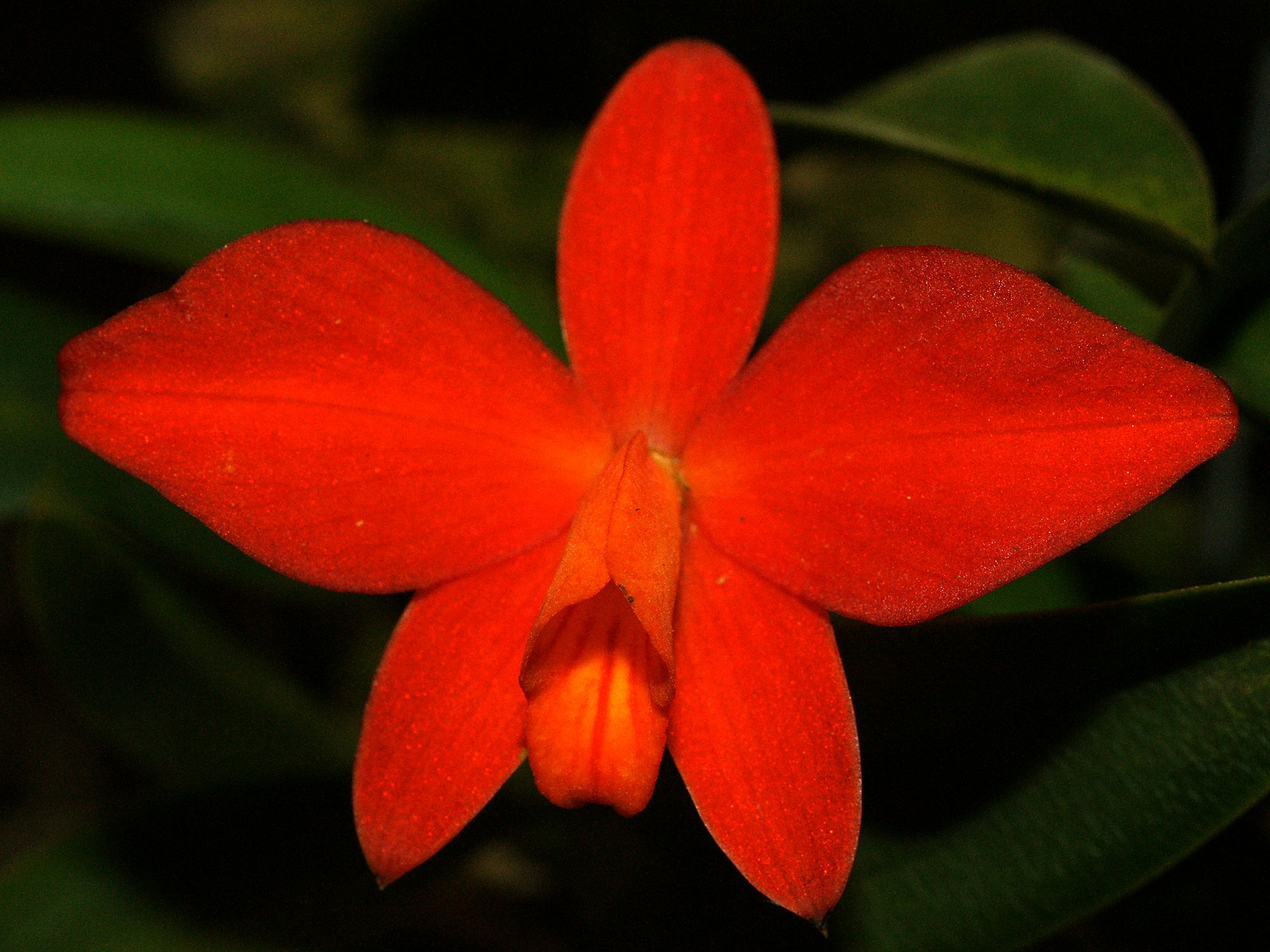
Detalle de la flor

## Descripción
Es una orquídea de tamaño pequeño a mediano de hábitos litofitas y ocasionalmente  litofita con pseudobulbos fusiformes, muy juntos con una única hoja elíptica, erecta, coriácea,  con la nervadura central con una línea roja, y un inflorescencia apical, erecta a arqueada de 3 a 7,5 cm de largo  con una sola flor no aromática, de larga duración que aparece en primavera en el cultivo y el otoño y principios del invierno en Brasil.

## Cultivo
Necesita buena ventilación, temperaturas frescas o frías, la luz brillante y un ambiente húmedo con fertilizante  regular durante el año que mantendrá esta planta próspera.

## Distribución
Se encuentra  desde el sureste de Brasil en los estados de Río de Janeiro a Rio Grande do Sul principalmente en el bosque costero tropical Mata Atlántica que cubre la cordillera de la costa Serra do Mar para a elevaciones de 650 a 1.670 metros en los bosques montanos fríos sobre musgo que cubre los árboles delgados o en las rocas en condiciones protegidas o expuestas.   

## Taxonomía
Cattleya coccinea fue descrita por  John Lindley   y publicado en Edwards's Botanical Register 22: sub t. 1919. 1836.
Etimología
Cattleya: nombre genérico otorgado en honor de William Cattley orquideólogo aficionado inglés,
coccinea: epíteto latíno que significa "de color rojo".
Sinonimia
- Cattleya grandiflora (Lindl.) Beer
- Hadrolaelia coccinea (Lindl.) Chiron & V.P.Castro
- Sophronia coccinea (Lindl.) Kuntze
- Sophronia militaris (Rchb.f.) Kuntze
- Sophronitis coccinea (Lindl.) Rchb.f.
- Sophronitis coccinea f. rossiteriana (Barb.Rodr.) Pabst & Dungs
- Sophronitis grandiflora Lindl.
- Sophronitis militaris Rchb.f.
- Sophronitis rossiteriana Barb.Rodr.[1][5][6]